# Vlag van Chiba

Vlag van Chiba (ratio 2:3)

De prefecturale vlag van Chiba bestaat uit een blauw vlak met geel omrand wit embleem in het midden. Het embleem bestaat uit gestileerde katakana-tekens チ [chi] ハ [ha] in de vorm van koolzaad (de prefecturale bloem), die staan voor de vooruitgang van Chiba. Blauw staat voor hoop en ontwikkeling, geel voor de koolzaadbloesem van de prefectuur. De prefecturale vlag werd op 29 juli 1963 aangenomen.